# Banyutus maynei
Banyutus maynei is een insect uit de familie van de mierenleeuwen (Myrmeleontidae), die tot de orde netvleugeligen (Neuroptera) behoort. 
Banyutus maynei is voor het eerst wetenschappelijk beschreven door Navás in 1914.